# Метелинский сельсовет
Метелинский сельсовет — муниципальное образование в Дуванском районе Башкортостана.

## История
Согласно «Закону о границах, статусе и административных центрах муниципальных образований в Республике Башкортостан» имеет статус сельского поселения.

## Население
| 2002  | 2010  | 2012  | 2013  | 2014  | 2015  | 2016  |
| ----- | ----- | ----- | ----- | ----- | ----- | ----- |
| 1094  | ↘1092 | ↘1073 | ↗1095 | ↘1063 | ↘1056 | ↗1064 |
| 2017  |       |       |       |       |       |       |
| ↘1054 |       |       |       |       |       |       |

## Состав сельского поселения
| № | Населённый пункт | Тип населённого пункта       | Население |
| - | ---------------- | ---------------------------- | --------- |
| 1 | Метели           | село, административный центр | →1080     |
| 2 | Гладких          | деревня                      | ↘12       |